# Carl Albert Andersen
Carl Albert „Flisa“ Andersen (* 15. August 1876 in Østre Aker; † 28. September 1951 in Oslo) war ein norwegischer Leichtathlet und Turner, der zu Beginn des 20. Jahrhunderts erfolgreich war. Er nahm an drei Olympischen Spielen teil: 1900 in Paris, 1906 in Athen und 1908 in London.
- In Paris ging er in den beiden Sprungwettbewerben – Hochsprung und Stabhochsprung – an den Start. Im Stabhochsprung gewann er mit übersprungenen 3,20 m Bronze hinter den beiden US-Amerikanern Irving Baxter (Gold mit 3,30 m) und Meredith Colket (Silber mit 3,25 m), und im Hochsprung kam er mit einer Leistung von 1,70 m auf Platz vier (Der Drittplatzierte, der Ungar Lajos Gonczy, sprang 5 cm höher).
- Bei den Olympischen Spielen 1904 in St. Louis war er nicht am Start.
- In Athen und London nahm Andersen als Mitglied der norwegischen Turnermannschaft teil und gewann je einmal Gold und Silber.

Ferner gewann er sechs Landesmeisterschaften im Hoch- und Stabhochsprung:
| Jahr | 1896 |      | 1897 |      | 1900 |      |
| Höhe | 2,65 | 1,60 | 2,90 | 1,67 | 3,10 | 1,65 |

Da sein Name nach 1900 nicht mehr unter den drei Erstplatzierten der norwegischen Leichtathletikmeisterschaften auftaucht, ist anzunehmen, dass er ab diesem Zeitpunkt endgültig zum Turnen überwechselte.